# Kabukichou Sherlock
Kabukichou Sherlock (яп.  歌舞伎町シャーロック Кабукитё: Ся:рокку) — аниме-сериал, созданный компанией Production I.G. Его премьера состоялась 11 октября 2019 года в блоке Animeism.

## Сюжет
Сериал является аллюзией на приключения самого знаменитого детектива и его верного друга в интерьерах злачного района современного Токио. Первым делом детективов становится поиск Джека Потрошителя.
В районе красных фонарей Кабуки-тё есть кабарэ «Пайп Кэт», владелицей которого является окама миссис Хадсон. Над ним живёт разнообразное сборище детективов, берущихся за самые разные дела и соревнующихся между собой за награду, назначаемую миссис Хадсон за раскрытие дел.

## Персонажи
Шерлок Холмс (яп. シャーロック・ホームズ Ся:рокку Хо:мудзу) — детектив, занимающийся расследованием любовных дел. Социально неуклюжий. Увлекается ракуго и использует плохо поставленные рассказы для раскрытия дел.
Сэйю: Кацуюки Кониси
Джон Х. Ватсон (яп. ジョン・H・ワトソン Дзён Этти Ватосон) — клиент, желающий нанять Холмса.
Сэйю: Юити Накамура
Джеймс Мориарти (яп. ジェームズ・モリアーティ Дзэ:мудзу Мориа:ти) — гениальный старшеклассник.
Сэйю: Сэйитиро Ямасита
Фуюто Кёгоку (яп. 京極冬人 Кё:гоку Фуюто) — детектив, мечтающий стать богатым.
Сэйю: Сома Сайто
Мэри Морстен (яп. メアリ・モーンスタン Мэари Мо:нсутан) — девушка-детектив.
Сэйю: Нао Тояма
Люси Морстен (яп. ルーシー・モーンスタン Ру:си: Мо:нсутан) — харизматичный детектив, напарник Мэри Морстен.
Сэйю: Марико Хигасиути
Мишель Бельмон (яп. ミッシェル・ベルモント Миссэру Бэрумонто) — бывший следователь полиции и детектив, занимающийся делами, связанными с азартными играми.
Сэйю: Ютака Аояма
Торатаро Кобаяси (яп. 小林寅太郎 Кобаяси Торатаро:) — бывший якудза, ставший детективом.
Сэйю: Тацумару Татибана
Миссис Хадсон (яп. ハドソン夫人 Хадосон фудзин) — «великая мамочка» Кабукитё.
Сэйю: Дзюнъити Сувабэ
Ирэн Адлер (яп. アイリーン・アドラー Аири:н Адора:)
Сэйю: Маая Сакамото

## Медиа

### Аниме
До анонса сериала он был известен как Kabukicho no Yatsu («Тот мужчина из Кабуки-тё»).
Аниме-сериал компании Production I.G был анонсирован 9 августа 2018 года. Режиссёром был назначен Ай Ёсимура, сценаристом — Таку Кисимото, а дизайнером персонажей — Тосиюки Яхаги. За музыкальное сопровождение отвечает Такуро Ига. Премьера состоялась 11 октября 2019 года в блоке программ Animeism на телеканалах MBS, TBS и BS-TBS. Начальную композицию CAPTURE исполнил дуэт Ego-Wrappin', а завершающую Hyakuoku Kōnen — Lozareena. Хувиэ Исидзаки исполнит вторую завершающую композицию Parade. Сериал длился два кура (два обычных аниме-сезона).
Сериал был лицензирован Funimation для одновременного показа и дубляжа на английском языке.
6-серийная OVA была анонсирована и планируется к выходу 26 августа 2020 года. В них в центре повествования окажется прошлое Мориарти.

### Манга
На основе сериала была выпущена манга в журнале Monthly Comic Garden, созданная Кину Мидзукоси. Она вышла 4 января 2020 года.

### Роман
Оригинальная история о приключениях тех же героев выходит в виде романа под лейблом Kadokawa Bunko издательства Kadokawa Shoten.

## Критика
Критики отмечают довольно странную смесь жанров в сериале. Это одновременно и детектив, и комедия, при этом в одной сцене аниме может серьезно и клинически описывать раны жертвы, а в следующей — детектив будет через плохо поставленное ракуго объяснять, как всё произошло.

## Примечание
1. 1 2  Kabukichō Sherlock Anime's 2nd Promo Video Reveals Opening Song, October Premiere. Anime News Network (23 марта 2019). Дата обращения: 23 марта 2019. Архивировано 14 июля 2019 года.
2. ↑  Chapman, Paul. The Game is Afoot in Kabukicho Sherlock TV Anime. Crunchyroll. Дата обращения: 25 октября 2019. Архивировано 18 октября 2019 года.
3. 1 2  Production I.G Makes Shinjuku-ku Kabuki-chō TV Anime About Nightlife in Fictionalized Tokyo District. Anime News Network (9 августа 2018). Дата обращения: 11 декабря 2018. Архивировано 28 августа 2019 года.
4. ↑  Production I.G Unveils Kabukichō Sherlock TV Anime's Main Cast, Characters, Promo, Final Title. Anime News Network (7 ноября 2018). Дата обращения: 8 декабря 2018. Архивировано 28 августа 2019 года.
5. 1 2  Kabukichō Sherlock Anime's 3rd Promo Video Previews Ending Theme. Anime News Network (11 июля 2019). Дата обращения: 11 июля 2019. Архивировано 9 сентября 2019 года.
6. ↑  Kabukichō Sherlock Anime's Video Previews Huwie Ishizaki's New Ending Song. Anime News Network (29 декабря 2019). Дата обращения: 29 декабря 2019. Архивировано 11 февраля 2020 года.
7. ↑  Kabuki-chō Sherlock Anime Gets Half-Year Run With No Breaks, Manga, Novel. Anime News Network (8 сентября 2019). Дата обращения: 8 сентября 2019. Архивировано 2 марта 2020 года.
8. ↑  Funimation Adds 7 More Anime to Fall 2019 Simulcast Lineup. Anime News Network (21 октября 2019). Дата обращения: 21 октября 2019. Архивировано 25 января 2021 года.
9. ↑  Case File nº221: Kabukicho Anime Gets 6-Story Original Video Anime on August 26 (11 апреля 2020). Дата обращения: 12 апреля 2020. Архивировано 25 апреля 2020 года.
10. ↑  Case File nº221: Kabukicho Gets Six-Part OVA This August. Дата обращения: 5 июня 2020. Архивировано 5 июня 2020 года.
11. ↑  「歌舞伎町シャーロック」10月11日から2クール連続放送 : 映画ニュース. 映画.com. Дата обращения: 25 октября 2019. Архивировано 8 августа 2020 года.
12. ↑  Case File nº221: Kabukicho Manga Launches on January 4 - News - Anime News Network. Дата обращения: 3 июня 2020. Архивировано 12 февраля 2020 года.
13. ↑  アニメ放送中の「歌舞伎町シャーロック」コミカライズがコミックガーデンで - コミックナタリー. Дата обращения: 3 июня 2020. Архивировано 26 февраля 2020 года.
14. ↑  Chapman, Paul. Kabukicho Sherlock TV Anime Solves Cases for Two Consecutive Cours. Crunchyroll. Дата обращения: 25 октября 2019. Архивировано 18 октября 2019 года.
15. ↑  The Fall 2019 Anime Preview Guide Case File nº221: Kabukicho (англ.). Anime News Network (11 октября 2018). Дата обращения: 5 июня 2020. Архивировано 1 апреля 2020 года.
16. ↑  Nicholas Dupree, Michelle Liu. This Week in Anime - Is Case File nº221: Kabukicho Worth Watching? (англ.). Anime News Network (19 ноября 2019). Дата обращения: 6 июня 2020. Архивировано 31 декабря 2019 года.